# La muerte de Superman
«La muerte de Superman» es una novela gráfica de 1992 que transcurre mayoritariamente en los álbumes de Superman de DC Comics. El arco argumental completo recibe el título de La muerte y regreso de Superman.
En la historia, Superman entra en batalla con una criatura genéticamente modificada a priori invencible llamada Doomsday en las calles de Metrópolis. Al finalizar la lucha, ambos contendientes aparentemente mueren a causa de sus heridas en Superman (vol.02) #75 en 1992.
El crossover describió la reacción del mundo a la muerte del superhombre en «Funeral para un amigo», la aparición de cuatro individuos que se creyó eran el nuevo «Superman», y el eventual regreso del superhombre original en «El reinado de los superhombres».
La trama, ingeniada por el editor Mike Carlin y el equipo de escritura del Superman de Dan Jurgens, Roger Stern, Louise Simonson, Jerry Ordway, y Karl Kesel, tuvo un éxito enorme: los títulos de Superman ganaron relevancia internacional, logrando alcanzar la cima en las cifras de ventas y agotándose en poco tiempo. El acontecimiento fue ampliamente cubierto por medios informativos nacionales e internacionales.
La historia fue adaptada en la novela Superman: Doomsday & Beyond (1993), en el videojuego The Death and Return of Superman (1994), en el filme animado Superman: Doomsday (2007), en la película Batman v Superman: Dawn of Justice (2016), en la película animada Death of Superman (2018), entre otras.